# Bâtiment de l'association des journalistes serbes
Le bâtiment de l'association des journalistes serbes (en serbe cyrillique : Дом Удружења новинара Србије ; en serbe latin : Dom Udruženja novinara Srbije) est situé à Belgrade, la capitale de la Serbie, dans la municipalité urbaine de Vračar. Construit en 1934, il est inscrit sur la liste des biens culturels de la Ville de Belgrade.

## Présentation
Le bâtiment de l'association des journalistes serbes, situé 28 rue Resavska, a été achevé en 1934 d'après un projet de l'architecte Ernest Weissman. L'immeuble revêt la forme d'un cube, avec une façade symétrique et des divisions horizontales soulignées. Au centre se trouve un escalier circulaire. La zone du toit se caractérise par un étage en retrait, avec une terrasse dotée d'un auvent.
Le club des journalistes est un des bâtiments les plus importants de Belgrade créé dans le style moderniste. En plus de sa valeur architecturale, il constitue un lieu important dans la mesure où il constitue un point de rencontre pour les journalistes, les éditeurs, les auteurs et pour d'éminentes personnalités de la vie culturelle de la Serbie.